# Golf Club d'Hulencourt
Golf Club d'Hulencourt is een Belgische golfclub in Oud-Genepiën in Waals-Brabant.
De club beschikt over een 18-holes golfbaan met de naam Le Vallon, ontworpen door de Franse golfbaanarchitect Jean-Manuel Rossi en gereed in 1991.
Er is ook een compact 9 holesbaan met de naam Le Verger. De drivingrange heeft 45 plaatsen.